# Australisch tenniskampioenschap 1933
De 26e editie van het Australisch grandslamtoernooi, het Australisch tenniskampioenschap 1933, werd gehouden van 21 tot en met 30 januari 1933.  Voor de vrouwen was het de 12e editie. Het toernooi werd gespeeld op de grasbanen van het Kooyong Lawn Tennis Club te Melbourne.

## Belangrijkste uitslagen
Mannenenkelspel

Finale: Jack Crawford (Australië) won van Keith Gledhill (VS) met 2-6, 7-5, 6-3, 6-2
Vrouwenenkelspel

Finale: Joan Hartigan Bathurst (Australië) won van Coral Buttsworth (Australië) met 6-4, 6-3
Mannendubbelspel

Finale: Keith Gledhill (VS) en Ellsworth Vines (VS) wonnen van Jack Crawford (Australië) en Edgar Moon (Australië) met 6-4, 10-8, 6-2
Vrouwendubbelspel

Finale: Margaret Molesworth (Australië) en Emily Hood-Westacott (Australië) wonnen van Joan Hartigan Bathurst (Australië) en Marjorie Gladman Van Ryn (VS) met 6-3, 6-2
Gemengd dubbelspel

Finale: Marjorie Cox-Crawford (Australië) en Jack Crawford (Australië) wonnen van Marjorie Gladman Van Ryn (VS) en Ellsworth Vines (VS) met 3-6, 7-5, 13-11
Jongensenkelspel

Winnaar: Adrian Quist (Australië)
Meisjesenkelspel

Winnaar: Nancy Lewis (Australië)
Jongensdubbelspel

Winnaars: Jack Purcell (Australië) en Bert Tonkin (Australië)
Meisjesdubbelspel

Winnaars: Gwen Stevenson (Australië) en Dorothy Stevenson (Australië)
1905 · 1906 · 1907 · 1908 · 1909 · 1910 · 1911 · 1912 · 1913 · 1914 · 1915 · 1916–1918 · 1919 · 1920 · 1921 · 1922 · 1923 · 1924 · 1925 · 1926 · 1927 · 1928 · 1929 · 1930 · 1931 · 1932 · 1933 · 1934 · 1935 · 1936 · 1937 · 1938 · 1939 · 1940 · 1941–1945 · 1946 · 1947 · 1948 · 1949 · 1950 · 1951 · 1952 · 1953 · 1954 · 1955 · 1956 · 1957 · 1958 · 1959 · 1960 · 1961 · 1962 · 1963 · 1964 · 1965 · 1966 · 1967 · 1968
↓ open tijdperk ↓
1969 (m-v-md-vd-gd) · 1970 (m-v-md-vd) · 1971 (m-v-md-vd) · 1972 (m-v-md-vd) · 1973 (m-v-md-vd) · 1974 (m-v-md-vd) · 1975 (m-v-md-vd) · 1976 (m-v-md-vd) · jan 1977 (m-v-md-vd) · dec 1977 (m-v-md-vd) · 1978 (m-v-md-vd) · 1979 (m-v-md-vd) · 1980 (m-v-md-vd) · 1981 (m-v-md-vd) · 1982 (m-v-md-vd) · 1983 (m-v-md-vd) · 1984 (m-v-md-vd) · 1985 (m-v-md-vd) · 1986 · 1987 (m-v-md-vd-gd) · 1988 (m-v-md-vd-gd) · 1989 (m-v-md-vd-gd) · 1990 (m-v-md-vd-gd) · 1991 (m-v-md-vd-gd) · 1992 (m-v-md-vd-gd) · 1993 (m-v-md-vd-gd) · 1994 (m-v-md-vd-gd) · 1995 (m-v-md-vd-gd) · 1996 (m-v-md-vd-gd) · 1997 (m-v-md-vd-gd) · 1998 (m-v-md-vd-gd) · 1999 (m-v-md-vd-gd) · 2000 (m-v-md-vd-gd) · 2001 (m-v-md-vd-gd) · 2002 (m-v-md-vd-gd) · 2003 (m-v-md-vd-gd) · 2004 (m-v-md-vd-gd) · 2005 (m-v-md-vd-gd) · 2006 (m-v-md-vd-gd) · 2007 (m-v-md-vd-gd) · 2008 (m-v-md-vd-gd) · 2009 (m-v-md-vd-gd) · 2010 (m-v-md-vd-gd) · 2011 (m-v-md-vd-gd) · 2012 (m-v-md-vd-gd) · 2013 (m-v-md-vd-gd) · 2014 (m-v-md-vd-gd) · 2015 (m-v-md-vd-gd) · 2016 (m-v-md-vd-gd) · 2017 (m-v-md-vd-gd) · 2018 (m-v-md-vd-gd) · 2019 (m-v-md-vd-gd)  · 2020 (m-v-md-vd-gd) · 2021 (m-v-md-vd-gd) · 2022 (m-v-md-vd-gd) · 2023 (m-v-md-vd-gd) · 2024 (m-v-md-vd-gd) · 2025 (m-v-md-vd-gd)
Lijst van Australian Openwinnaars